# Marcello Mimmi
Marcello Mimmi (ur. 18 lipca 1882 w Castel San Pietro Terme, zm. 6 marca 1961 w Rzymie) – włoski duchowny katolicki, kardynał.

## Życiorys
Ukończył seminarium archidiecezjalne w Bolonii, po czym przyjął święcenia kapłańskie w dniu 23 grudnia 1905. Pracował następnie duszpastersko w rodzinnej archidiecezji aż do roku 1930. Był w tym czasie wykładowcą w tamtejszym seminarium, prywatnym szambelanem Jego Świątobliwości i rektorem regionalnego seminarium Romagna.
30 czerwca 1930 otrzymał nominację na biskupa diecezji Crema. Sakry w metropolitarnej katedrze w Bolonii udzielił mu kardynał Giovanni Battista Nasalli Rocca di Corneliano, arcybiskup Bolonii. W kolejnych latach spotykały go kolejne awanse i tak w latach 1933–1952 był arcybiskupem Bari, a następnie Neapolu (1952–1957). W roku 1953 otrzymał kapelusz kardynalski z tytułem kardynała prezbitera San Callisto. Legat papieski na Plenarny Synod w Salerno w 1955 i Kongres Eucharystyczny w Lecce w 1956. Dnia 15 grudnia 1957 został sekretarzem Świętej Kongregacji Konsystorialnej, na którym to urzędzie pozostał do śmierci. W czerwcu 1958 włączony do grona kardynałów biskupów. Brał udział w konklawe 1958. Umarł z powodu komplikacji podczas operacji pękniętego wrzodu. Pochowany w katedrze w Magliano Sabina.